# Плаж на Драч
Плажът на Драч или Дуръс е най-стария култивиран за туризъм морски плаж на Албания. 
Намира се южно от пристанище Драч - по протежение на залива на Драч. На юг, към Голем, крайбрежната ивица продължава да се застроява.
Плажът на Драч е най-посещавания в Албания от близо 600 хил. летовници годишно.